# Slutwalk
Als Slutwalk (englisch für Schlampenmarsch) wird eine Demonstration bezeichnet, die sich gegen die Perspektive der Täter-Opfer-Umkehr (sog. Victim blaming) in Vergewaltigungsmythen wendet, der zufolge den Opfern sexueller Gewalt aufgrund ihrer Bekleidung eine Mitverantwortung an Übergriffen gegeben wird. Seinen Ursprung hat der Slutwalk im kanadischen Toronto.

## Auslösendes Ereignis

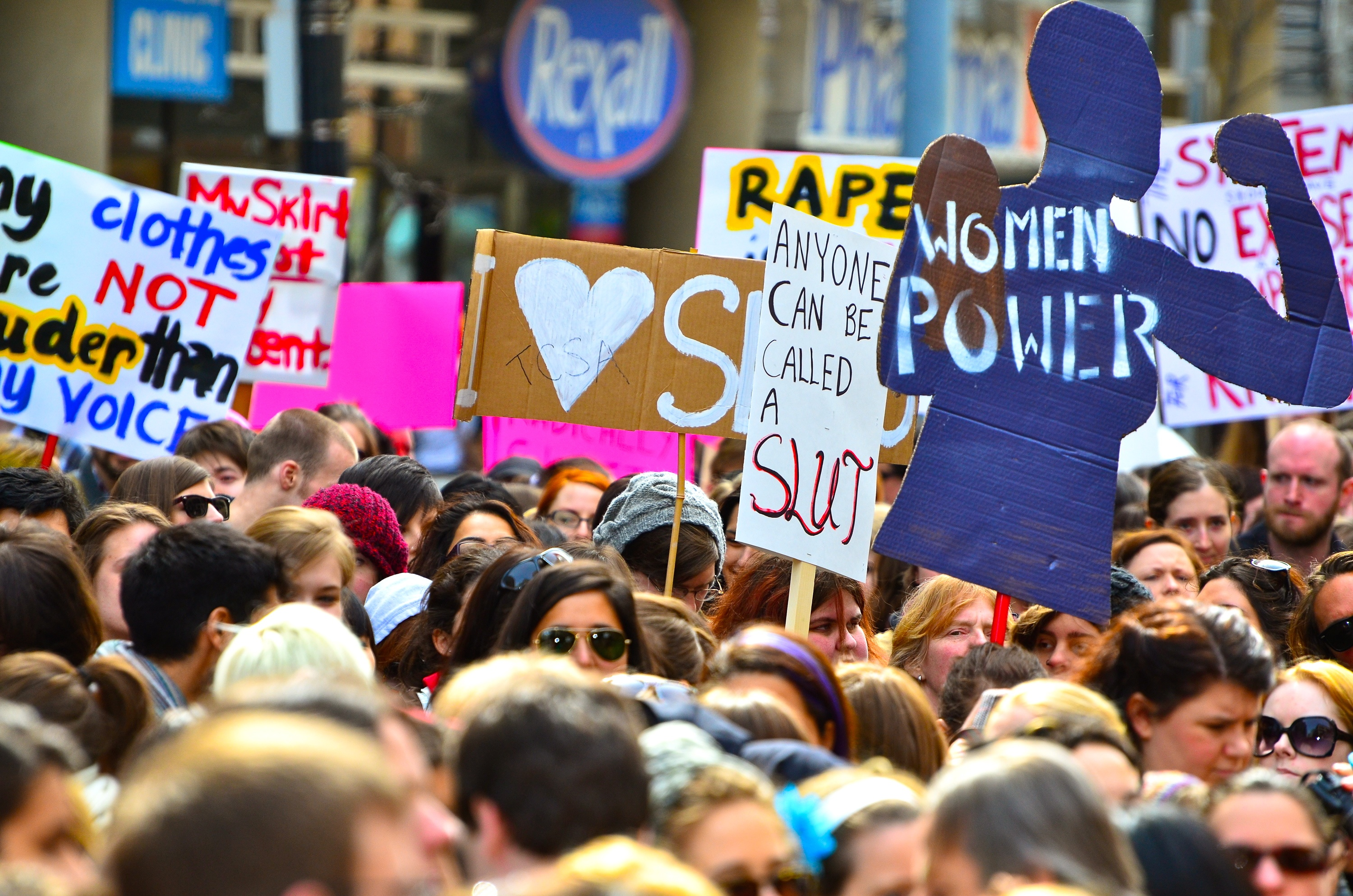
Slogans auf der ersten Slutwalk-Demonstration in Toronto, 3. April 2011

Am 24. Januar 2011 sprach der Polizeibeamte Michael Sanguinetti zusammen mit einem höherrangigen Kollegen vom Toronto Police Service zum Thema der präventiven Verbrechensbekämpfung an der Osgoode Hall Law School der York University in Toronto. Dabei vertrat Sanguinetti die Auffassung, dass „Frauen vermeiden sollten, sich wie Schlampen anzuziehen, um nicht zum Opfer zu werden“ („women should avoid dressing like sluts in order not to be victimized“). Nach späterer Aussage eines Studentenvertreters war Sanguinettis Kommentar eine eher spontan eingeworfene und helfend gedachte Anmerkung während des Referats seines älteren Kollegen. Unter den etwa zehn Zuhörern habe für einen kurzen Moment Sprachlosigkeit geherrscht, bevor Sanguinettis Kollege mit der Präsentation fortfuhr.
Der Vorfall stieß unmittelbar nach Bekanntwerden zunächst in der Universitätsöffentlichkeit auf Unverständnis und ablehnende Reaktionen, in deren Rahmen die Studentenvertretung York Federation of Students Executive (YFS) die Polizei von Toronto um eine schriftliche Entschuldigung und Erklärung des Vorfalls bat.
Die Polizeisprecherin von Toronto, Meghan Gray, betonte, Sanguinettis Äußerung stünde in komplettem Widerspruch dazu, was Polizeibeamten beigebracht werde, nämlich, dass Frauen nichts zu einem gegen sie verübten sexuellen Übergriff beitrügen. Sanguinetti selbst entschuldigte sich am 17. Februar in einer E-Mail für seine Äußerung und bezeichnete seinen Kommentar als schlecht durchdacht.

## Weltweite Slutwalks
Nach ihrer Eigendarstellung dienen Slutwalks dem Engagement für die Unantastbarkeit der sexuellen Integrität des Menschen und den gegenseitigen Respekt vor der persönlichen Entscheidung für oder gegen sexuelle Annäherungen. Weiter soll vermittelt werden, dass durch das Tragen von als aufreizend und freizügig empfundener Kleidung sowie das Kokettieren mit den eigenen sexuellen Reizen nicht unbedingt ein tatsächliches Interesse an sexuellen Handlungen als gegeben angenommen werden könne. Bei den Demonstranten handelt es sich vorwiegend um junge Frauen.

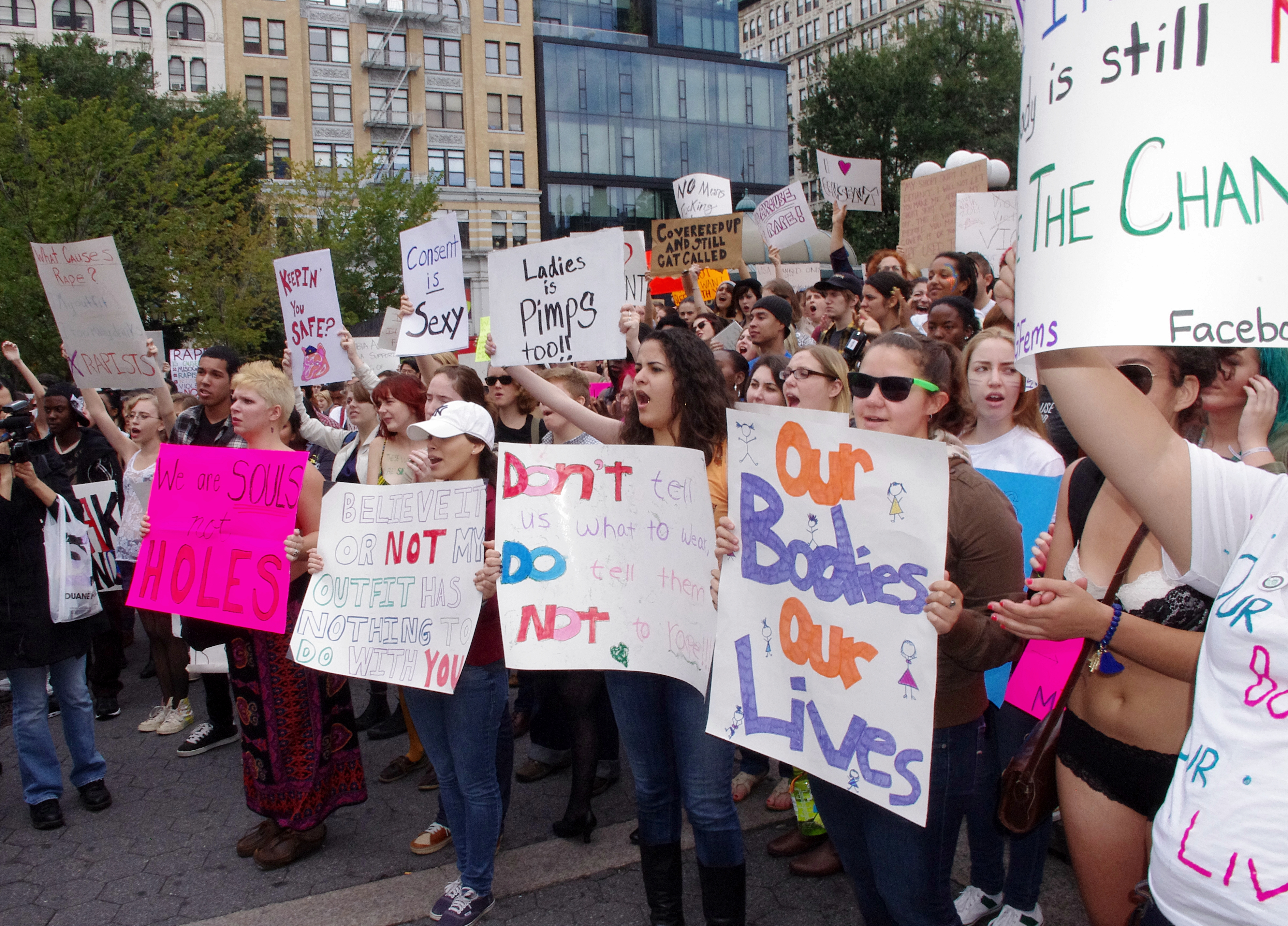
Slutwalk in New York City

Slutwalks fanden außer in Toronto unter anderen in Ottawa, Vancouver, Miami, Seattle, Melbourne, Amsterdam, Stockholm, London, Paris, Glasgow, São Paulo, Tegucigalpa und Matagalpa statt. Der erste deutsche Slutwalk folgte am 23. Juli 2011 im niederbayerischen Passau. Der deutschlandweite Slutwalk fand am 13. August 2011 städteübergreifend in Berlin, München, Ruhrgebiet, Frankfurt am Main, Stuttgart und Hamburg sowie am 15. Oktober 2011 in Leipzig statt.

### Die Verwendung des Begriffs „Slut“
Erklärte Absicht der Initiatorinnen des Toronto Slutwalks ist eine Wiederaneignung des Begriffs „Slut“ (engl. für Schlampe) im Sinn einer moralischen Aufwertung, da er vor allem im Zusammenhang mit sexueller Übergriffigkeit auf Frauen dazu benutzt werde, „unentschuldbares Verhalten zu rationalisieren“. Das bedeutet nicht, dass alle Menschen, die am Slutwalk teilnehmen oder mit der Protestform sympathisieren, den Aspekt einer semantischen Umdeutung befürworten oder als bedeutsam für den Transport der politischen Inhalte einschätzen. Nach Auffassung der Psychologin Anna-Sarah Hennig könne man auch nicht zwangsläufig von einem „Marsch der Schlampen“ sprechen, denn schließlich muss eine Selbstidentifikation als „Sluts“ durch eine bloße Teilnahme an einem Slutwalk nicht automatisch gegeben sein. Möglich sei auch, mit der Absicht zu protestieren, dass der Slutwalk als eine Aktion verstanden werden soll, „die sich um das Konzept ‚Schlampe‘ dreht, es nutzt, damit spielt“.
Argumentiert wird auch, dass moralisch entschuldende Umdeutungen des Begriffs der Slut in bestimmten Sozialmilieus bereits versucht würden und auch erfolgreich gewesen seien, so beispielsweise für polyamore Beziehungen durch das einflussreiche Buch The Ethical Slut: A Guide to Infinite Sexual Possibilities von Dossie Easton und Janet W. Hardy (dt.: Schlampen mit Moral. Eine praktische Anleitung für Polyamorie, offene Beziehungen und andere Abenteuer). Die Autorinnen entkleiden das Wort „Slut“ seines weiblich konnotierten und abwertenden Charakters, um seinen moralisch brandmarkenden Sinngehalt gegenüber Promiskuität umzukehren, indem sie es für jegliche Menschen und Geschlechter verwenden, die sich in ethisch vertretbaren, offenen Formen des Zusammenlebens probieren.
Der Slutwalk 2012 in Berlin fand unter dem Motto „Gegen Verharmlosung von sexualisierter Gewalt. Für Selbstbestimmung!“ statt.

### Kritik
Dagegen äußerte sich die britische Frauenforscherin und Aktivistin der Anti-Pornobewegung Gail Dines in einem Beitrag in der Tageszeitung The Guardian skeptisch über das Potenzial des Slut-Begriffs, semantisch umgedeutet werden zu können und Frauen zu Autonomie über ihre Sexualität zu verhelfen. Problematisch sei die nach ihrer Auffassung tiefe Verwurzelung in der „patriarchalen Madonnen-/Huren-Sichtweise auf Sexualität von Frauen“, die eine Umdeutung unmöglich mache. Das Wort sei dermaßen „gesättigt mit der Ideologie, dass weibliche sexuelle Energie Bestrafung verdient“, dass jeder Versuch der Bedeutungsverschiebung eine „Verschwendung wertvoller feministischer Ressourcen“ darstelle. Dines schlussfolgert, dass die stolze Selbstetikettierung als „Slut“, die die Organisatorinnen des Slutwalks beabsichtigen, jungen Frauen den „schwierigen Weg durch die Adoleszenz“ eher verkompliziere.
In der Kritik steht seit dem Transfer des Protestkonzeptes aus Kanada und den USA in den europäischen und deutschsprachigen Raum in erster Linie die Verwendung des Wortes „Slut“ (engl. Schlampe) sowie die teilweise freizügige Bekleidung der Teilnehmer.
Der Vorwurf, bei den Slutwalks gehe es um „Sexiness“ und nicht etwa um die Bekämpfung von Sexismus, wird in einem Teil der feministischen Bewegung diskutiert.
Beim Slutwalk 2012 erschienen Teilnehmerinnen der Organisation Femen mit schwarz bemalten Gesichtern und Oberkörpern, um Frauen mit Niqab darzustellen. Einige von ihnen trugen Plakate gegen Kopftuchzwang. Im Anschluss an diese Aktion gab es Kritik aus der Antirassismusszene.

### Medien
Während die Medien die Slutwalks zu Beginn der Bewegung noch oft als einen Protest für das Recht auf Sexiness interpretierten, stellen die Organisatorinnen der jeweiligen Slutwalks immer wieder klar, dass es ihnen bei den Slutwalks nicht um Kleidung, sondern um Persönlichkeitsrechte geht. Im Vordergrund stünden die Rechte auf (sexuelle) Selbstbestimmung, körperliche Unversehrtheit und die Wahrung der persönlichen Grenzen. Auf ihren Webseiten betonen sie, dass es auf den Veranstaltungen keinen Dresscode gibt und alle Geschlechter gleichermaßen willkommen sind. Für das verfälschte Bild der Slutwalks machen sie die selektive mediale Berichterstattung mitverantwortlich.